# Allantospermum
Allantospermum es un género de árboles que pueden alcanzar los 90 m de altura perteneciente a la familia Ixonanthaceae. Anteriormente estaba incluido en las familias Simaroubaceae e Irvingiaceae. Contiene las siguientes especies:

## Especies
- Allantospermum borneense - Malasia
- Allantospermum multicaule - Madagascar